# Bartha László (labdarúgó)
Bartha László (Komló, 1987. február 9. –) magyar labdarúgó, csatár, a Kecskeméti TE játékosa.

## Pályafutása
A Ferencváros csatára Komlóról bekerült a magyar U15-ös válogatottba és 14 évesen már két harmadosztályú meccset játszott a KBSK csapatában, majd elkerült a  Ferencvároshoz 2001-ben. A fiatal tehetség a magyar U16-os labdarúgó-válogatottnak 3 évig a csapatkapitánya volt. Filkorral, Hrepkával, Vass Ádámmal és Szalai Ádámmal játszott együtt, de többnyire középpályásként számoltak vele a nemzeti csapatban.
A Fradiban 2005 áprilisában mutatkozhatott be a felnőttek között a Kaposvár ellenében. Ebben az idényben a csapattal magyar bajnoki- és magyarkupa-ezüstérmet szerzett. A következő, 2005–2006-os szezonra egyre több szerepet kapott. Az FTC-vel a magyar élvonalban 20 meccsen 2 gólt jegyzett.
A 2006–2007-es szezonra már a kezdők közé verekedte magát, ahol Tököli Attilával és Jovánczai Zoltánnal kooperálhatott. Ez az idény nem alakult számára túl rosszul, hiszen 9 találattal a csapat negyedik legeredményesebb góllövője lett, a kanadai táblázaton pedig a második helyen végzett, Lipcsei Péter mögött.
A 2007–2008-as idényben az edzőváltások ellenére is maradt a legfoglalkoztatottabbak közt, ám sokszor már mint szélső középpályás szerepelt, végül 3 gólt termelt. A magyar kupában is nagy hasznára vált az együttesnek.
Gólerős, technikás és gyors játékos, több alkalommal szerzett meccset eldöntő találatot. Másfél éve a veronai Chievónál járt próbajátékon, 2008 nyarán a Pécsi MFC vezetősége kereste meg, de Bartha a Ferencváros csapatánál maradt. 2009 telén közös megegyezéssel felbontotta a szerződést a Ferencváros csapatával, és bár volt NBI-es ajánlata is, Bartha a több játéklehetőség érdekében az NB II-es Kozármisleny csapatához igazolt. Kozármislenyben a 2009-2010-es szezonban 14 mérkőzésen lépett pályára.
2010 nyarán a Paks FC csapatához igazolt.
Pakson 2020 nyaráig 286 NB I-es mérkőzésen lépett pályára, ezalatt 54 gólt szerzett. A mérkőzéseken 38 alkalommal kapott sárgalapot, és kétszer ki is állították. 2020 nyarán az NB II-es PMFC-hez igazolt. Huszonnyolc bajnokin egyszer volt eredményes a csapat színeiben az NB II-ben. Egy év elteltével az ugyancsak másodosztályú Kecskeméti TE játékosa lett.

## Sikerei, díjai
Paksi FC
- Ligakupa-győztes: 2011
- Ligakupa-döntős: 2010